# Mikhael Subotzky
Mikhael Subotzky (* 15. září 1981, Kapské Město, Jihoafrická republika) je jihoafrický umělec a fotograf žijící v Johannesburgu. Jeho instalace, film, video a fotografické práce byly hojně vystavovány v muzeích a galeriích a získaly řadu ocenění, mezi nimi například: KLM Paul Huf Award, W. Eugene Smith Grant, Cena Oskara Barnacka a Discovery Award na Rencontres d'Arles. Vydal knihy Beaufort West (2008), Retinal Shift (2012) a s Patrickem Waterhousem Ponte City (2014). Subotzky je členem Magnum Photos.

## Životopis
Subotzky vystudoval Michaelis School of Fine Art na Univerzitě v Kapském Městě v roce 2004.
Pro svou knihu Beaufort West fotografoval Subotzky v okolí věznice postavené na kruhovém objezdu ve městě Beaufort West.
Šest let spolupracoval s Patrickem Waterhousem při fotografování v Ponte City, 54patrové válcové budově v Johannesburgu – nejvyšší obytné věžové budově v Africe – výsledkem je jejich kniha a výstava Ponte City. Fotografovali obyvatele, interiéry a exteriéry budovy a vytvořili sérii obřích obrazů, složených ze stovek kontaktních snímků, prezentovaných ve vysokých světelných boxech.Jejich kniha Ponte City vyhrála Deutsche Börse Photography Prize 2015. Their book Ponte City won the Deutsche Börse Photography Prize 2015.
Subotzky v roce 2007 získal nominaci do agentury Magnum Photos a jejím řádným členem se stal v roce 2011.

## Publikace
- Beaufort West. Esej: Jonny Steinberg.
  - Londýn: Chris Boot, 2008. ISBN 9781905712113.
  - Londýn: Chris Boot, 2014. ISBN 9781905712113. Zvláštní vydání.
- Retinal Shift. Göttingen: Steidl, 2012. ISBN 9783869305394. Editor: Ivan Vladislavic, texty: Anthea Buys a Sean O'Toole. Katalog výstavy Standard Bank Young Artist Exhibition.
- Mikhael Subotzky: photographe = photographer. Montreuil: l'Oeil, 2007. ISBN 9782351370391. Texty v angličtině a francouzštině.

## Publikace s ostatními

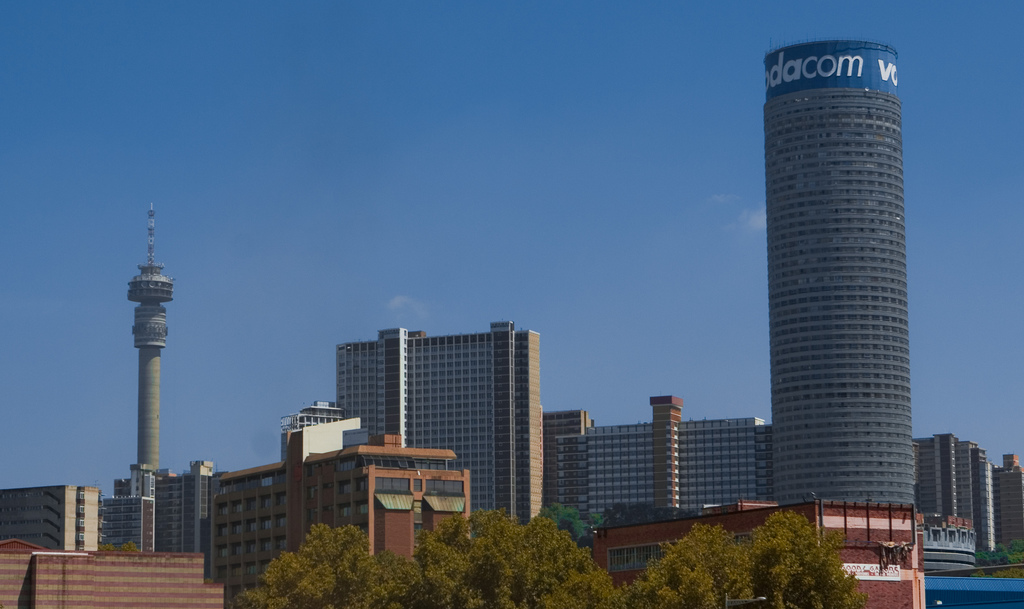
Ponte City, Johannesburg

- Ponte City. Göttingen: Steidl, 2014. ISBN 9783869307503. S Patrickem Waterhousem, editor: Ivan Vladislavic. Katalog výstavy konané v Le Bal, Paříž a Fotomuseum Antwerp, Belgie v roce 2014.
- Vos Reves Nous Derangent. Paříž: Actes Sud, 2013. ISBN 978-2330022204. Fotografie: Subotzky, Dulce Pinzon a Achinto Bhadra, texty: Mathieu Potte-Bonneville a Bertrand Ogilvie; obsahuje text v angličtině Freda Ritchina, do francouzštiny přeložila Sally Laruelle.

## Výstavy
- 2005: Die Vier Hoeke = The Four Corners, Pollsmoor Prison, Kapské Město, Jihoafrická republika.[6]
- 2008: New Photography: Josephine Meckseper and Mikhael Subotzky, Muzeum moderního umění, New York. Spolu s: Josephine Meckseper.[7]
- 2009: Still Revolution: Suspended in Time, Museum of Contemporary Canadian Art, Toronto, květen–červen 2009. Skupinová výstava: Subotzky, Barbara Astman, Walead Beshty, Mat Collishaw, Stan Douglas, Idris Khan, Trevor Paglen a Martha Roslerová.[8]
- 2011: Figures & Fictions: Contemporary South African Photography, Victoria and Albert Museum, Londýn. Skupinová výstava.[9]
- 2012: Retinal Shift, Standard Bank Young Artist 2012, Jihoafrická národní galerie Iziko.[10]
- 2014: Ponte City, Le Bal, Paříž, leden–duben 2014. S Patrickem Waterhousem.[11]

## Ocenění
- 2007: Young Photographer category (kategorie Mladý fotograf), cena Ville de Perpignan Rémi Ochlik, Visa pour l'image, Perpignan.[12]
- 2007: KLM Paul Huf Award, Foam Fotografiemuseum Amsterdam, Amsterdam.[13]
- 2008: W. Eugene Smith Grant (Grant W. Eugena Smithe) z fondu W. Eugene Smith Memorial Fund.[14]
- 2009: Cena Oskara Barnacka za Beaufort West.[15][16]
- 2011: Discovery Award, Rencontres d'Arles, s Patrickem Waterhousem, pro Ponte City.[4]
- 2015: Deutsche Börse Photography Prize 2015, s Patrickem Waterhousem, pro Ponte City.[5]